# Stenogobius

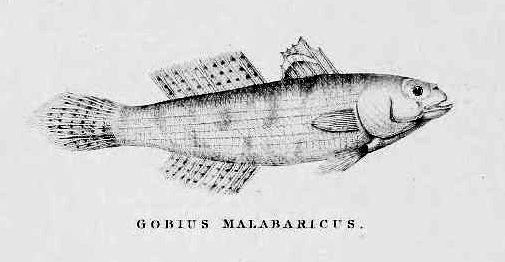
Stenogobius gymnopomus

Stenogobius là một chi của họ cá Oxudercidae.

## Các loài
Chi này hiện hành có các loài sau đây được ghi nhận:
- Stenogobius alleni Watson, 1991
- Stenogobius beauforti (M. C. W. Weber, 1907) (Beaufort's goby)
- Stenogobius blokzeyli (Bleeker, 1860)
- Stenogobius caudimaculosus Watson, 1991
- Stenogobius fehlmanni Watson, 1991
- Stenogobius genivittatus (Valenciennes, 1837) (chinstripe goby)
- Stenogobius gymnopomus (Bleeker, 1853)
- Stenogobius hawaiiensis Watson, 1991
- Stenogobius hoesei Watson, 1991
- Stenogobius ingeri Watson, 1991
- Stenogobius keletaona Keith & Marquet, 2006[2] (Keletaona's Goby)
- Stenogobius kenyae J. L. B. Smith, 1959 (Africa rivergoby)
- Stenogobius kyphosus Watson, 1991
- Stenogobius lachneri G. R. Allen, 1991 (Bintuni goby)
- Stenogobius laterisquamatus (M. C. W. Weber, 1907)
- Stenogobius macropterus (Duncker, 1912)
- Stenogobius marinus Watson, 1991
- Stenogobius marqueti Watson, 1991
- Stenogobius mekongensis Watson, 1991
- Stenogobius ophthalmoporus (Bleeker, 1853)
- Stenogobius polyzona (Bleeker, 1867): Nó là loài đặc hữu của Madagascar. Môi trường sống tự nhiên của nó là các con sông.
- Stenogobius psilosinionus Watson, 1991 (teardrop goby)[3]
- Stenogobius randalli Watson, 1991
- Stenogobius squamosus Watson, 1991
- Stenogobius watsoni G. R. Allen, 2004
- Stenogobius yateiensis Keith, Watson & Marquet, 2002 (Yaté's goby)
- Stenogobius zurstrassenii (Popta, 1911)